# Colesville (Nowy Jork)
Colesville – miasto w Stanach Zjednoczonych, w stanie Nowy Jork, w hrabstwie Broome.